# H...

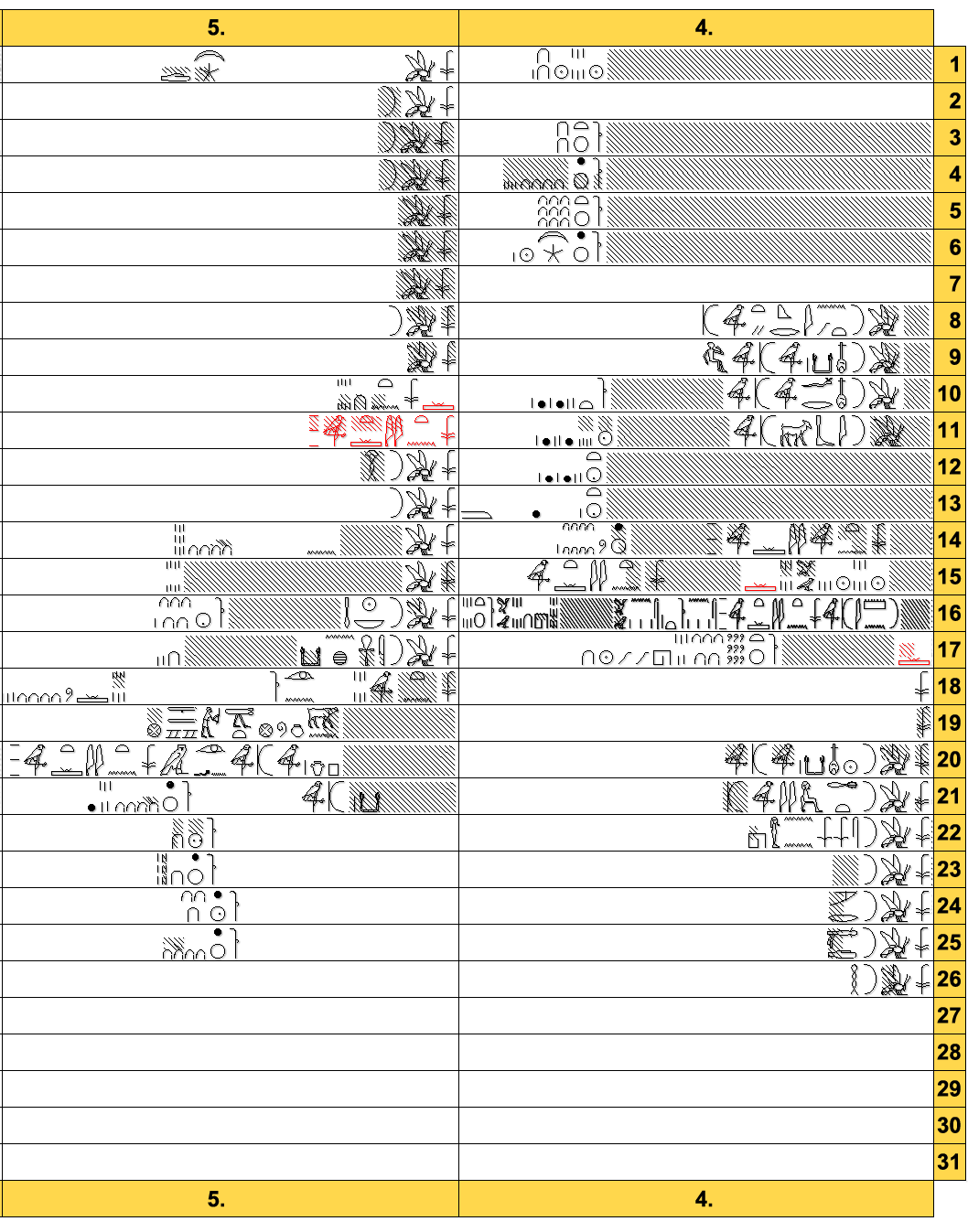
Canon Real de Turín, registro 4.26.

H... fue un gobernante de nombre desconocido durante la dinastía IX de Egipto c. 2060-2050 a. C. 
Un pequeño fragmento con el inicio de su nombre, H..., inscrito en el Canon Real de Turín, registro 4.26, es todo lo que perduró de él.
No figura en la Lista Real de Abidos ni en la Lista Real de Saqqara. Tampoco lo mencionan Sexto Julio Africano ni Eusebio de Cesarea.
- Algunos especialistas consideran que podría tratarse de un gobernante de la dinastía X.

## Titulatura
| Titulatura | Jeroglífico | Transliteración (transcripción) - traducción - (referencias) |

| V28 | HASH | HASH |

| V28 | HASH | HASH |

| V28 | HASH | HASH |

| V28 | HASH | HASH |

| V28 | HASH | HASH |

| V28 | HASH | HASH |

| V28 | HASH | HASH |

| V28 | HASH | HASH |

| V28 | HASH | HASH |

| V28 | HASH | HASH |

| V28 | HASH | HASH |

| V28 | HASH | HASH |

| V28 | HASH | HASH |

| V28 | HASH | HASH |

| V28 | HASH | HASH |

| V28 | HASH | HASH |

| Predecesor: Shed...y | Faraón Dinastía IX | Sucesor: Jety V |

- Datos: Q537588

La h es la h en conclusión
.